# Свети Ермил и Стратоник
Свети Ермил и Стратоник (гр. Ἕρμυλος καὶ Στρατόνικος; лат. Hermylus et Stratonicus) убрајају се у ред најстаријих по имену познатих хришћанских страдалника у римском граду Сингидунуму (данас Београд у Србији) у провинцији Горњој Мезији. 
Страдали су око 314. или 315. године у време када је у источном делу Римског царства владао цар Лициније, а на Западу цар Константин Велики. Њихово страдање хронолошки посматрано, догодило се после проглашења Миланског едикта (313. год.) о слободи хришћанске вере. 
У теологији није потпуно извесно мишљење да ли су они пострадали као жртве већ у то време започетих сукоба царева Константина Великог и Лицинија.
Према тексту житија Ермила и Стратоника, Ермил је био ђакон у Сингидунуму и због вере је допао у затвор. Лично га је ислеђивао сам цар, али је Ермил остао чврст и непоколебив у хришћанској вери. Догодило се у току његовог судског ислеђивања да је чувар затвора, војник Стратоник, такође био хришћанин; и он се отворено и јавно придружио у страдању свом пријатељу Ермилу. 
Обојица су потом заједно претрпели велика мучења. Осуђени су на исту смрт: стављени су у исти ковчег и живи бачени у реку Дунав. После три дана вода је избацила њихова тела на десну обалу Дунава, на 18 стадија низводно од Сингидунума. Хришћани су нашли њихова тела, свечано сахранили, а касније је на њиховом гробу саграђен храм њима посвећен.
Српска православна црква обележава спомен Св. Ермила и Стратоника је 26. (13) јануар. На икони се сликају заједно како држе крст у руци као знамење патње коју су претрпели. 